# Gauchito Gil
Gauchito Gil (letteralmente "piccolo Gaucho Gil") è una popolare figura religiosa della cultura popolare argentina. Il suo vero nome era Antonio Mamerto Gil Núñez ed era presumibilmente nato nella zona di Pay Ubre, nei pressi della cittadina di Mercedes, nella provincia di Corrientes, forse negli anni quaranta del XIX secolo, e morì l'8 gennaio 1878. È considerato l'eroe popolare più importante in Argentina, ma è venerato anche in Paraguay, Cile e Brasile.

## Leggenda
I resoconti popolari variano, ma in termini generali la leggenda narra che Antonio Gil nacque negli anni '40 dell'Ottocento come bracciante agricolo in un ranch. Si dice che la proprietaria del ranch, una ricca vedova di nome Estrella Diaz Miraflores, si innamorò, o ebbe una relazione, con lui, ma quando i suoi fratelli e il capo della polizia locale (anch'egli innamorato di Miraflores) hanno scoperto la loro relazione, lo hanno accusato di rapina e hanno cercato di ucciderlo. Si arruolò nell'esercito per fuggire da loro, combattendo contro l'esercito paraguaiano. Quando la guerra finì, tornò a casa e fu accolto come un eroe.
Ma quando è arrivato al suo villaggio, è stato reclutato con la forza dai Colorados per tornare nell'esercito e combattere nella guerra civile argentina contro i partiti liberali. Una volta stanco di combattere, decise di disertare e divenne un fuorilegge. Negli anni successivi alla sua diserzione, ha acquisito una reputazione come figura di Robin Hood, per i suoi sforzi per proteggere e aiutare i bisognosi, i poveri e coloro che soffrivano in condizioni di estrema povertà. Molti locali affermarono che "Gauchito" Gil aveva poteri curativi miracolosi e l'abilità dell'ipnosi, e che apparentemente era immune ai proiettili.
L'8 gennaio 1878, la polizia locale, guidata dal colonnello Velázquez, lo sorprese nascosto in una foresta dopo una festa e lo portò a circa 8 chilometri da Mercedes. Lì lo torturarono sul fuoco e lo appesero per i piedi ad un albero di algarrobo, preparandosi a giustiziarlo. Quando il sergente di polizia stava per ucciderlo, Gauchito Gil gli disse: "Adesso mi ucciderai, ma stasera arriverà a Mercedes contemporaneamente a una lettera di perdono. Nella lettera diranno anche tu che tuo figlio sta morendo di una strana malattia. Se preghi e mi implori di salvare tuo figlio, ti prometto che vivrà. Se no, morirà." Il sergente rise di questo e rispose: "Non mi interessa" e uccise Gauchito Gil tagliandogli la gola.
Quando il sergente tornò al suo villaggio, vi trovò un soldato con una lettera di grazia per Gil. La lettera diceva anche che il figlio del sergente era molto malato e sul punto di morire. Spaventato, il sergente pregò Gauchito Gil perché suo figlio fosse salvato. Il giorno dopo, suo figlio fu inspiegabilmente guarito; Gauchito Gil aveva guarito il figlio del suo assassino. Molto grato, il sergente diede al corpo di Gil una degna sepoltura e in suo onore costruì un santuario a forma di croce rossa. Inoltre, ha cercato di far sapere a tutti del miracolo.

## Venerazione attuale
Gauchito Gil è considerato un santo popolare da molte persone delle province argentine di Formosa, Corrientes, Chaco, il nord di Santa Fe e persino la provincia di Buenos Aires. Si possono individuare santuari più piccoli di Gauchito Gil sui bordi delle strade in tutta l'Argentina a causa del colore rosso e delle bandiere, molte delle quali recitano "Grazie, Gauchito Gil" se la richiesta della persona è soddisfatta. Il Santuario del Gauchito Gil (situato a circa 8 km dalla città di Mercedes) organizza grandi pellegrinaggi, ai quali più di 200.000 pellegrini ogni anno si recano al santuario per chiedere favori al santo. Il Santuario ha un mausoleo che custodisce l'attuale tomba del Gauchito Gil; targhe adornano le pareti e riportano i nomi di coloro le cui richieste furono accolte dal santo.
Inoltre, ogni 8 gennaio (data della morte di Gil e della sua festa), c'è una grande celebrazione in onore del Gauchito Gil. Molti pellegrini arrivano e partecipano ad attività festive, come bere, ballare, sport folcloristici con gli animali e una processione che inizia dalla chiesa di Mercedes al Santuario. Gli accessori legati al santo, inclusi nastri, rosari, bandiere e statue, sono spesso trasportati dai pellegrini e venduti dai venditori. Le statue del Gauchito Gil si vedono comunemente accanto alle immagini di San La Muerte, Nostra Signora di Luján e altre figure cattoliche.
Gauchito Gil non è riconosciuto come santo dalla Chiesa cattolica, sebbene molti argentini, sia devoti che leader della chiesa, lo abbiano promosso per la canonizzazione. I leader della chiesa locale a Mercedes tengono messe nel giorno della sua festa nella Chiesa di Nostra Signora della Misericordia. Altri leader ecclesiastici in Argentina hanno partecipato e approvato la devozione del Gauchito Gil, mentre alcuni sono divisi sull'opportunità di abbracciare o condannare il fenomeno. La diocesi di Goya e la diocesi messicana di Celaya hanno entrambe riconosciuto il culto del Gauchito Gil.